# Bentley Turbo RT
O Bentley Turbo RT é um sedan de porte grande da Bentley equipado com um motor de 400cv de potência.